# No. 9 Commando
9-й загін британських командос (англ. No. 9 Commando) — підрозділ спеціального призначення британських командос, що структурно входив до складу британської армії за часів Другої світової війни. Загін сформований восени 1940 року, брав участь у проведенні спеціальних операцій у Франції, в Італії та Греції. Розформований у 1946 році.

## Історія
9-й загін британських командос був сформований восени 1940 року з добровольців з числа підрозділів Шотландського командування, що входили до 6-ї та 7-ї окремих рот. Згодом їх реорганізовали у 2-й батальйон спеціальної служби під командуванням підполковника Дж. Сайгерта. У березні 1941 року батальйон був знову розбитий на його складові частини, і 9-й загін був відновлений у Криккеті в Уельсі.

### 1941
No. 9 Commando здійснив свою першу бойову операцію — операцію «Санстар» вночі з 22 на 23 листопада 1941 року, провівши висадку на французьке узбережжя біля Ульгата. Місія пройшла успішно, британські командос успішно висадилися, виконали бойове завдання та покинули окуповану територію без втрат.

### 1942
У березні загін No. 2, посилений фахівцями-підривниками із загонів 1, 3, 4, 5, 6, 9 та 12 очолив основну ударну групу при проведенні одної з найславетніших операцій в історії військ спеціального призначення — операції «Колісниця», або, так званий рейд на морський порт Сен-Назер.
Списаний британський есмінець «Кемпбелтаун» був начинений 4,25 тоннами вибухівки (в трюмі були зацементовані 24 глибинні бомби «Mark VII»), рухаючись поздовж атлантичного узбережжя Франції, у супроводі 18 кораблів забезпечення та підтримки, приховано підійшов до морського порту Сен-Назер і далі з розгону врізався у ворота потужного Нормандського сухого доку. У цей час, скориставшись рейвахом, що виник на місці події, командос сміливими діями вивели з ладу значну кількість об'єктів морського порту. Через 8 годин, встановлений на сповільнене підривання вибуховий пристрій, вибухнув, вщент зруйнувавши обладнання доку, вбивши 360 німецьких солдатів, й унеможливив його відновлення до кінця світової війни. У цій операції взяв участь 241 командос, 64 з них загинули в боях з противником чи зникли безвісти; ще 109 — потрапили у полон. Два командос, серед п'яти нагороджених за цей рейд, підполковник Огастес Чарльз Ньюмен та сержант Томас Дюрран, отримали вищу нагороду — Хрест Вікторії. Ще 80 командос були відзначені за сміливість та відвагу іншими нагородами.

### 1945
1 квітня 1945 року 2-га бригада спеціальної служби у повному складі з No. 2, No. 9, No. 40 та No. 43 під командуванням підполковника Ронні Тода діяла в операції «Роаст» в бухті Комаккьо на північному сході Італії. З початком масштабного наступу союзних військ на півночі країни, командос вели затяті бої з противником, примушуючи його відступити за річку По й своїми діями забезпечуючи фланг 8-ї британської армії.
Британські командос у ході битви знищили три піхотні батальйони, два артилерійські підрозділи та кулеметну роту вермахту. Вояки захопили 946 німецьких солдатів у полон, а також 20 польових гармат і значну кількість мінометів, реактивних установок противника.